# Flughafen Prince Rupert

i7
i11
i13
Prince Rupert Airport ist der einzige Flughafen auf Digby Island in der Kanadischen Provinz British Columbia. Er ist 6 km von der Innenstadt Prince Ruperts entfernt. Tägliche Post-, Fracht- und Passagierflüge werden von Air Canada Express und Northern Thunderbird Air durchgeführt. Passagierflüge  werden an einem Terminal mit einem Check-in und einem Gate abgefertigt. Da der Platz als airport of entry klassifiziert ist und dort Beamte der Canada Border Services Agency (CBSA) stationiert sind, ist auch eine Einreise aus dem Ausland möglich. Der Flughafen hat keine Flugbeschränkungen und kann daher rund um die Uhr betrieben werden.

## Geschichte des Flughafens
In den frühen sechziger Jahren hat die kanadische Regierung beschlossen, dass Digby Island ein geeigneter Standort für einen Flughafen ist. Trotz hoher Kosten wurde der Flughafen 1961 fertiggestellt. 

## Start- und Landebahn
Beim Anflug auf den Flughafen stehen grundsätzlich folgende Navigations- und Landehilfen zur Verfügung: NDB, DME, ILS sowie VOT
- Landebahn 13/31, Länge 1828 m, Breite 60 m, Asphalt[2]

## Am Flughafen
Am Flughafen sind folgende Flugbenzinsorten erhältlich:
- AvGas  (100LL)
- Kerosin (Jet A-1)

## Verkehrsanbindung
Von der Stadt Prince Rupert organisiert findet ein Airport Shuttle Service statt, der Downtown Prince Rupert mit dem Flughafen verbindet. Es gibt auch eine Fährverbindung zwischen der Stadt und der Insel. Für Passagiere besteht die Möglichkeit, mit dem Helikopter oder dem Wasserflugzeug weiterzureisen.